# Loža i oltar
Loža i oltar: O blagotvornom i pogubnom u odnosu između Katoličke crkve i regularnog slobodnog zidarstva (njem. Loge und Altar: Über die Aussöhnung von katholischer Kirche und regulärer Freimaurerei) je knjiga austrijskog autora Michaela Heinricha Weningera koja pruža detaljan uvid u složenu i često kontroverznu povijest odnosa između slobodnog zidarstva i Katoličke Crkve. Djelo predstavlja kritiku predrasuda i neznanja te istodobno afirmira humanističke vrijednosti tolerancije i međusobnog razumijevanja. Autor osporava raširene stereotipe o slobodnom zidarstvu kao tajnom društvu s globalnim političkim ambicijama.

## O djelu
Slobodno zidarstvo, kako ga prikazuje Weninger, nije monolitna pojava, već se dijeli na dva temeljna pravca: regularno slobodno zidarstvo, koje proizlazi iz anglosaksonske i germanske tradicije povezane s kršćanstvom, te francusko i talijansko slobodno zidarstvo, tj. kontinentalno slobodno zidarstvo, koje je sekularizirano, ateističko i često radikalno antiklerikalno. Autor je, u skladu sa svojim pozivom, posebno kritičan prema potonjem, no istodobno ne prešućuje ni rigidnost Katoličke crkve. Tijekom povijesti, Crkva je, vođena dogmatizmom, političkim oportunizmom, pa i nepoznavanjem same tematike, često anatematizirala slobodne zidare, među kojima su se nalazili i iskreni kršćani.
Knjiga Loža i oltar temelji se na opsežnom istraživanju i donosi pregled razvoja odnosa između religije i slobodnog zidarstva od srednjovjekovne gradnje katedrala do suvremenog doba. Njezina središnja poruka naglašava potrebu za dijalogom i suradnjom među ljudima, bilo da se oni vode idealom osobnog usavršavanja i čovjekoljublja ili su posvećeni kršćanskoj humanističkoj tradiciji. Weninger zagovara obostranu otvorenost prema "ravnopravnoj razmjeni ideja, u kojoj sudionici imaju jednaka prava", smatrajući takav pristup etičkim imperativom univerzalne važnosti, primjenjivim na svaki oblik nesporazuma i sukoba.

## Hrvatsko izdanje
Knjiga je u Hrvatskoj objavljena 2024. u izdanju nakladnika Fraktura, a s njemačkog je preveo Milan Soklić. Promocija knjige u Zagrebu je održana u veljači 2025. godine.